# Reconquête
Reconquête (traducibile in italiano come Riconquista, R! O REC) è un partito politico francese di estrema destra fondato il 5 dicembre 2021 dal giornalista e scrittore Éric Zemmour.

## Storia

### La nascita
L'idea per un nuovo partito nazionalista nacque già nell'aprile 2021 con l'associazione Les amis d'Éric Zemmour per sostenere la sua candidatura alle elezioni presidenziali del 2022. Tale associazione fu approvata dalla "Commission nationale des comptes de campagne et des financements politiques" nel giugno di quell'anno.
Éric Zemmour ha annunciato formalmente la sua candidatura alla presidenza il 30 novembre 2021 attraverso un video pubblicato su YouTube.
Il partito venne lanciato ufficialmente il successivo 5 dicembre; alla manifestazione di fondazione tenutasi a Villepinte, Zemmour ha dichiarato che l'obiettivo della sua campagna elettorale era una "riconquista del più grande paese del mondo". Zemmour e i direttori della campagna elettorale di Reconquête per le imminenti elezioni sono stati annunciati come magistrato della Corte dei conti Sarah Knafo e l'ex maggiore generale dell'esercito francese Bertrand de La Chesnais. 
L'ala giovanile del partito, Génération Z, che era stata istituita per mobilitare i giovani attorno a una possibile candidatura presidenziale di Zemmour, è entrata a far parte della struttura interna.
Nel febbraio 2022 viene nominato vicepresidente l'eurodeputato Nicolas Bay.

### Le elezioni del 2022
Zemmour al primo turno delle presidenziali del 10 aprile 2022 si classifica quarto, con il 7,07% dei voti, e non raggiunge il ballottaggio.
Il 19 aprile Marion Maréchal viene nominata vice presidente esecutivo del partito.
Alle elezioni legislative del giugno 2022 il partito ha ottenuto il 4,24%, non eleggendo alcun deputato.

### Elezioni del 2024
Nel settembre 2023 Zemmour ha ufficializzato che la Maréchal sarebbe stata la capolista del partito alle elezioni europee del giugno 2024. Il 7 febbraio 2024 i tre deputati europei di Reconquête entrano nel Gruppo dei Conservatori e dei Riformisti Europei.
Il partito ottiene 1.353.127 voti con il 5,47 %, superando lo sbarramento, e 5 seggi al Parlamento europeo.
Dopo il fallimento dei negoziati per un'alleanza tra Reconquête e il Rassemblement National in occasione delle elezioni legislative del 30 giugno, Marion Maréchal ha invitato a votare per i candidati del RN, criticando Éric Zemmour per il suo desiderio di presentare candidati contro RN, che, secondo lei, rischia di dividere la destra. Éric Zemmour il 12 giugno quindi espelle dal partito 4 dei 5 neo eletti, Marion Maréchal, Nicolas Bay, Guillaume Peltier e Laurence Trochu. Candidatosi da solo ottiene alle legislative 240.006 voti con lo 0,75%.

## Ideologia
Generalmente, i temi principali della campagna sono l'identitarismo, l'istruzione, le tasse, l'industria e l'indipendenza. Sostiene inoltre una forte politica anti-immigrazionista portando ad una riduzione del numero di immigrati, la de-islamizzazione, la sicurezza attraverso la nuova legislazione sulle espulsioni, un miglioramento dei livelli di istruzione pubblica con una revisione del sistema universitario, minori tasse per i francesi più modesti, nonché una maggiore competitività economica. Parlando alla manifestazione di fondazione, Zemmour ha promesso di "ridurre l'immigrazione quasi a zero", di espellere le persone che hanno chiesto asilo senza successo e gli immigrati illegali, nonché la fuoriuscita della Francia dalla NATO.
In termini di politica economica, Reconquête cerca di indicare chiaramente al consumatore se un prodotto è francese o meno.
In politica estera, il partito cerca di rafforzare l'autonomia fiscale e politica francese nei confronti dell'Unione europea. Il leader Zemmour ha espresso sostegno alla Brexit, ma ha affermato che la situazione della Francia era diversa e che non avrebbe cercato di ritirarla dall'UE. Invece, ha riassunto la sua posizione come "Voglio che la Francia sia in Europa, ma voglio che la Francia venga prima dell'Europa" e si è impegnato a porre il veto a qualsiasi ulteriore piano di espansione dell'UE. Ha anche affermato che la piattaforma includerà il ritiro della Francia dalle politiche dell'UE in materia di immigrazione e asilo, assicurando che il tricolore francese sia sempre esposto sopra la bandiera dell'UE, mettendo la legge francese al di sopra della legge dell'UE e interrompendo i colloqui di adesione con le nazioni dell'Europa orientale che desiderano aderire.

## Struttura

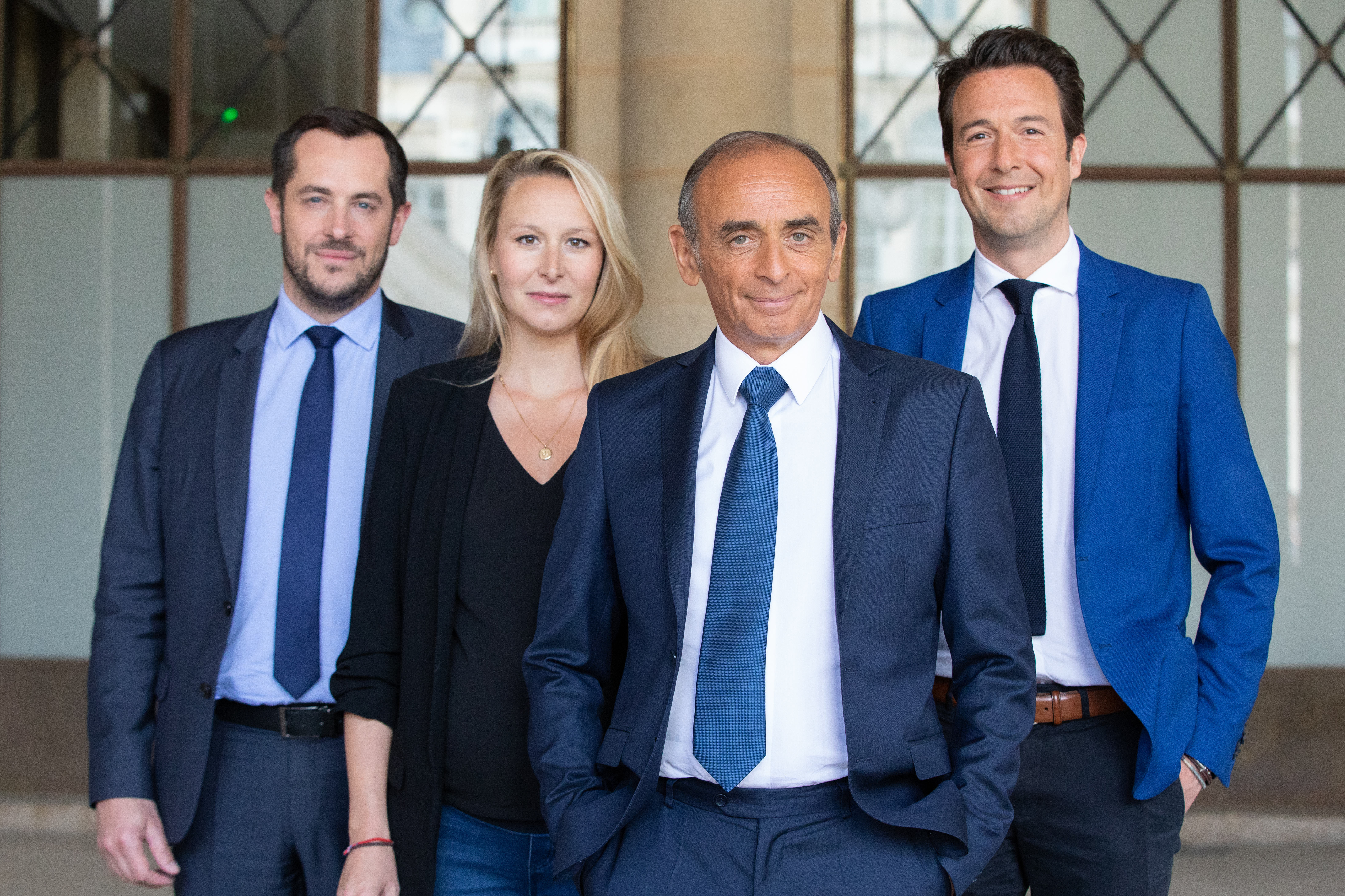
Direzione di Reconquête: Nicolas Bay, Marion Maréchal, Éric Zemmour e Guillaume Peltier (aprile 2022)

### Presidente
- Éric Zemmour (5 dicembre 2021 – in carica)

### Presidente onorario
- Gilbert Collard (22 gennaio 2022 – in carica)

### Vicepresidenti esecutivi
- Jérôme Rivière (18 gennaio – 19 aprile 2022)
- Marion Maréchal (19 aprile 2022 – 12 giugno 2024)
- Guillaume Peltier (10 gennaio 2022 – 12 giugno 2024)
- Nicolas Bay (18 febbraio 2022 – 12 giugno 2024)

## Risultati elettorali

### Elezioni presidenziali
| Anno | Candidato supportato | 1º Turno  | 1º Turno  | 2º Turno | 2º Turno |
| Anno | Candidato supportato | Voti      | %         | Voti     | %        |
| ---- | -------------------- | --------- | --------- | -------- | -------- |
| 2022 | Éric Zemmour         | 2 485 226 | 7,1 (4.°) |          |          |

### Elezioni legislative
| Anno | 1º Turno | 1º Turno   | 1º Turno | 2º Turno | 2º Turno | 2º Turno | Seggi   | +/-     | Status            |
| Anno | Voti     | %          | +/-      | Voti     | %        | +/-      | Seggi   | +/-     | Status            |
| ---- | -------- | ---------- | -------- | -------- | -------- | -------- | ------- | ------- | ----------------- |
| 2022 | 964 868  | 4,2 (5.°)  |          |          |          |          | 0 / 577 |         | Extraparlamentare |
| 2024 | 238 934  | 0,8 (11.º) | 3,4      |          |          |          | 0 / 577 | Stabile | Extraparlamentare |

### Elezioni europee
| Anno | Voti      | %         | +/- | Seggi  | +/- |
| ---- | --------- | --------- | --- | ------ | --- |
| 2024 | 1 345 234 | 5,5 (7.º) |     | 5 / 75 |     |